# 그리스와 덴마크의 공주 마리아
그리스와 덴마크의 공주 마리아(그리스어: Μαρία, 1876년 3월 3일 ~ 1940년 12월 14일)는 그리스의 요르요스 1세와 그의 아내인 러시아의 올가 콘스탄티노브나 여대공의 딸이었다. 그녀는 그리스의 콘스탄티노스 1세의 여동생이었고 러시아의 니콜라이 2세 황제와 영국의 조지 5세의 사촌이었다.